# رود بورلا
رود بورلا (به لاتین: Burla) یک رود در قزاقستان و روسیه است که در استان پاولودار واقع شده‌است.